# François de Robiano
Pour les autres membres de la famille, voir Famille de Robiano.
Comte François Xavier Jean-Marie Joseph de Robiano (Bruxelles, le 23 décembre 1778 - Saint-Gilles, le 6 juillet 1836) est un homme politique belge.

## Biographie
Descendant d'une vieille famille de la haute-noblesse, il fut sénateur de l'arrondissement de Thuin de 1831 à 1836 pour le parti catholique. Ses frères Louis et Eugène furent également sénateurs. Après la mort de leur père Jean-Joseph de Robiano en 1785, les frères furent élevés par leur oncle Eugène de Robiano, connu pour avoir fait partie du courant catholique traditionaliste ultramontain. La très riche famille de Robiano a toujours rêvé du retour de l'Ancien Régime. Opposants à Napoléon qu'ils considéraient comme l'Antéchrist, ils étaient également contre le royaume uni des Pays-Bas. François fut tout de même Chambellan de Guillaume Ier, mais il s'impliqua en 1830 dans la révolution belge avec ses frères. C'est probablement les bons contacts des Robiano avec les Mérode qui lui permirent d'être nommé le 4 octobre par le gouvernement provisoire, dont était membre Félix de Mérode, comme gouverneur de la province d'Anvers. Il fut également élu au Congrès national pour le district de Malines.
Son mandat de gouverneur de la province d'Anvers se déroula durant des temps difficiles. Le chômage était important à Anvers, ce qui pouvait entraîner des remous, voire une émeute. De Robiano mit des moyens en œuvre pour donner en 1830 du travail aux 1400 puis 2500 ouvriers les plus nécessiteux. Début mars 1831, la situation était tendue car les salaires et le nombre d'emplois avaient dû être diminués car l'argent mis à la disposition par Bruxelles était insuffisant.